# Центральное сельское поселение (Кемеровская область)
Центра́льное се́льское поселе́ние — муниципальное образование в Новокузнецком районе Кемеровской области.
Административный центр — село Атаманово.

## История
Центральное сельское поселение с административным центром в селе Атаманово образовано 26 ноября 2013 года в связи вступлением в силу Закона Кемеровской области от 7 марта 2013 года № 17-ОЗ. В его состав вошли упразднённые Атамановское, Безруковское, Еланское и Орловское сельские поселения.
Список населенных мест Томской губернии упоминает Абинский улус (252 жителя), деревню Пучеглазово (Муратово) (90 жителей), Ашмарино (85 жителей).
С 2022 года поселение не существует . Населенные пункты обслуживаются Куртуковским, Сосновским, Атамановским территориальными отделами Новокузнецкого муниципального округа..

## Население
| 2014   | 2016    | 2017    | 2018    | 2019    | 2020    | 2021    |
| ------ | ------- | ------- | ------- | ------- | ------- | ------- |
| 10 736 | ↘10 621 | ↗10 695 | ↘10 617 | ↗10 642 | ↗10 741 | ↗11 032 |

Население на 1 января 2019 года составляло: 10 642.

## Состав сельского поселения
Состоит из 4 округов (бывших сельских поселений).
| №  | Населённый пункт | Тип населённого пункта       | Население |
| -- | ---------------- | ---------------------------- | --------- |
| 1  | Атаманово        | село, административный центр | ↗3011     |
| 2  | Ашмарино         | село                         | 422       |
| 3  | Баевка           | посёлок                      | 304       |
| 4  | Безруково        | село                         | 1814      |
| 5  | Берёзовая Грива  | посёлок                      | 19        |
| 6  | Берензас         | посёлок                      | 71        |
| 7  | Боровково        | село                         | 300       |
| 8  | Верхний Калтан   | посёлок                      | 59        |
| 9  | Верх-Подобас     | посёлок                      | 23        |
| 10 | Елань            | посёлок                      | 1704      |
| 11 | Зелёный Луг      | посёлок                      | 168       |
| 12 | Красная Орловка  | село                         | 396       |
| 13 | Красный Калтан   | посёлок                      | 3         |
| 14 | Муратово         | посёлок                      | 69        |
| 15 | Смирновка        | посёлок                      | 60        |
| 16 | Староабашево     | посёлок                      | 189       |
| 17 | Тальжино         | посёлок при станции          | 1532      |
| 18 | Тальжино         | посёлок                      | 461       |
| 19 | Черемза          | посёлок                      | 110       |
| 20 | Юрково           | село                         | 4         |

На территории сельского поселения расположены группы Садовых участков "Карлык"  на правом берегу Томи и "Сады" правом берегу Кондомы.

### Упразднённые населённые пункты
Чёрный Калтан  — упразднённый в 2025  году  посёлок.

## Местное самоуправление
Администрация
654216, Кемеровская область, Новокузнецкий район, с. Атаманово, ул. Центральная, 109а. Тел.: +7 3843 55-30-42, 55-30-44, 55-30-39.

## Объекты
- Монастырь великомученика Пантелеймона в селе Безруково
- Калтанский тепличный комбинат
- Учебно-ботанический сад НФИ КемГУ

## Транспорт
Проходит железная дорога по маршруту Новокузнецк — Междуреченск. На юге жд Новокузнецк—Таштагол.